# Heberto Castillo
Heberto Castillo är en ort i Mexiko.   Den ligger i kommunen Pijijiapan och delstaten Chiapas, i den sydöstra delen av landet, 800 km sydost om huvudstaden Mexico City. Heberto Castillo ligger 86 meter över havet och antalet invånare är 166.
Terrängen runt Heberto Castillo är kuperad åt nordost, men åt sydväst är den platt. Runt Heberto Castillo är det ganska glesbefolkat, med 28 invånare per kvadratkilometer. Närmaste större samhälle är Pijijiapan, 1,9 km söder om Heberto Castillo. Trakten runt Heberto Castillo består till största delen av jordbruksmark.